# Schwesternhaus Marienbrink
Das Schwesternhaus Marienbrink auf dem Klingenberg, auch genannt Großes Schwesternhaus St. Monika zu Coesfeld, war ein Haus der Schwestern vom gemeinsamen Leben. Später nahm es die strengere Augustinusregel an. Es bestand von 1424 bis zur Aufhebung 1810.

## Geschichte

### Mittelalter
Die Einrichtung wurde nach dem Hügel, auf dem sie lag, Marienbrink genannt. Auch die Bezeichnungen „Großes Schwesternhaus“ und „Konvent zu den Großen Schwestern“ zur Unterscheidung vom Kloster der Franziskanerinnen waren üblich. Ungewöhnlich war, dass das Haus auch als „Hospital“ bezeichnet wurde. In einem Schreiben von Clemens XI. wurde es als Monasterium S. Monicae sub regula S. Augustini Mariaebrink bezeichnet. Trotz der Nennung der Monika war es Maria geweiht. 
Seit 1424 lebten Schwestern in Coesfeld, denen der Priester Johann Vischer 1427 ein Haus zur Verfügung stellte. Wie auch an anderen Orten kam der eigentliche Anstoß von Heinrich von Ahaus. Der Stifter legte auch bestimmte Regeln für das Zusammenleben der Schwestern fest. Darunter waren die Bestimmungen eines keuschen und gemeinsamen Lebens, der Gehorsam gegenüber Vertretern der Kirche und das Verdienen des Lebensunterhalts durch Arbeit. Die Herkunft der ersten drei Schwestern ist nicht bekannt. Die Gründung wurde schließlich 1431 vom Papst Eugen IV. bestätigt. Ein eigener Beichtvater wurde 1436 genehmigt. Die meisten Patres kamen aus dem Fraterhaus in Münster. Eine eigene Kapelle wurde 1454 geweiht. Es gab auch einen Friedhof. Im Jahr 1461 erlangte das Schwesternhaus die Befreiung von allen städtischen Abgaben. In den folgenden Jahren zwang das Anwachsen der Gemeinschaft zum Erwerb weiterer Gebäude.
Die Gemeinschaft besaß großen landwirtschaftlichen Grundbesitz. Dazu zählten verschiedene Höfe und Hufen in der Umgebung. 
Im Jahr 1479 nahm die Gemeinschaft die Augustinusregel an. Auf dem Höhepunkt der Entwicklung lebten über 60 Schwestern in der Einrichtung. Die meisten stammten aus Coesfeld selbst und der näheren Umgebung. Der größte Teil war bürgerlichen Standes. Es gab zahlreiche Schwestern mit bäuerlicher Herkunft. Auch einige Schwestern aus dem Adel gab es und auch Töchter von Geistlichen sind nachweisbar. An der Spitze stand die vom Konvent gewählte Mutter. Diese wurde durch weitere Schwestern mit besonderen Ämtern unterstützt.

### Frühe Neuzeit
Das zeitweilige Eindringen der Reformation in der Stadt Coesfeld beendete zunächst die Aufwärtsentwicklung. Eine erste Visitation des Hauses im Jahr 1571 ergab keine Beanstandungen. In den folgenden Jahrzehnten hatte die Gemeinschaft wirtschaftliche Schwierigkeiten. Insbesondere in der Zeit des Dreißigjährigen Krieges setzte ein Niedergang der inneren Zucht ein. Es war 1660 von einem Leben in Scandalo die Rede. Bei der Visitation 1670 war von Ungehorsam gegen die geistliche Obrigkeit, persönlichem Eigentum der Schwestern, Arbeiten auf eigene Rechnung, Nichteinhaltung der Klausur und anderen Verfehlungen die Rede. Die Mutter Christiana Rickers klagte 1672 über Gehorsamverweigerungen und Zusammenrottungen gegen den Pater des Hauses und die Mutter. Es gab aber wohl auch Gründe für den Protest, da Pater und Mutter ihre Ämter verloren. In der Folge wurde ein Aufnahmestopp verhängt, bis die Ordnung in der Gemeinschaft wiederhergestellt war. Zu dieser Zeit gab es 28 Professschwestern. Die Einhaltung der Klausur blieb auch weiter ein Problem für die kirchliche Obrigkeit. 
Im Jahr 1701 fand eine Renovierung der Klosterkapelle statt. Im Jahr 1719 wurde ein Ablass wahrscheinlich wegen weiterer Baumaßnahmen verkündet. In wirtschaftlicher Hinsicht waren die Verhältnisse trotz der Kriege im 17. und 18. Jahrhundert stabiler als in vergleichbaren Häusern. In der zweiten Hälfte des 18. Jahrhunderts nahm von einem stark gesunkenen Ausgangswert auch die Zahl der Schwestern wieder zu. 

### Aufhebung
Coesfeld fiel 1803 im Zuge des Reichsdeputationshauptschlusses an den Grafen von Salm, der aus seinem westmünsterländischen Herrschaftsbereich die kurzlebige Grafschaft Salm-Horstmar bildete und in Coesfeld die Salm-Horstmarsche Regierung einrichtete. Diese stellte das Kloster Marienbrink unter ihre Verwaltung. 1810 wurde das Kloster aufgehoben.
Von der Anlage ist nichts mehr erhalten.